# Camarín del Carmen
El Camarín del Carmen es una construcción ubicada en el barrio virreinal de La Candelaria en Bogotá, la capital de Colombia, la cual ha desempeñado diferentes funciones. El Camarín se utiliza actualmente como sala de teatro, siendo la sede de la Compañía estable del Camarín del Carmen, una de las más prestigiosas de Colombia.

## Historia
El camarín fue construido en 1655 para cumplir fines religiosos, luego militares y educativos. Actualmente es una sala de teatro con capacidad para 500 personas. Está ubicado en la calle Triunfo, carrera, entre calles 6d  y 9, en el barrio La Candelaria de Bogotá.
En el capítulo 28 de las Crónicas de Bogotá de Pedro M. Ibáñez se lee:

Es propiedad del colegio salesiano de león xiii, prestigioso plantel de origen catolico italiano:Vecino por el Oriente con la iglesia de San Carlos y con puerta sobre el atrio de ésta, existía un espacioso salón que sirvió algún tiempo de escuela, de local de las Sociedades de Hermanos Castrenses y de Artesanos y de capilla destinada al culto de la Virgen de Chiquinquirá. Como las iglesias de La Concepción, San Diego El Carmen único que hoy existe tenía esta capilla camarín sobre la carrera 6, frente al palacio de San Carlos. El vulgo la llamaba Compañía Chiquita.

En 1982 el presidente de la República Belisario Betancur ordenó a la Corporación La Candelaria restaurar el Camarín del Carmen. El experto restaurador mexicano Rodolfo Vallín Magaña restauró el camarín y el vecino Santuario Nuestra Señora del Carmen (Bogotá). El 15 de febrero de 1989 se concluyó la restauración y entregó la administración a la recién creada Fundación del Camarín del Carmen. Ese mismo año se conformó la compañía de teatro de la Fundación del Camarín por Pawel Nowicki. En 1997, gracias al apoyo de la Fundación del Camarín, logró consolidarse como compañía estable. En 2001 debido a dificultades financieras, el predio pasa a ser propiedad de sus antiguos dueños, la Comunidad Salesiana de Colombia.
El 1° de septiembre de 2010, el Camarín del Carmen sufrió graves daños luego de haber sido golpeado por un camión que circulaba en contravía, perteneciente a la empresa Coordinadora Mercantil. La alcaldesa local de La Candelaria, Xinia Rocío Navarro, declaró a los periodistas:

De manera ilegal, me imagino que fue la comunidad, se pusieron unos bolardos y unas cadenas en ese sector, entonces la Defensoría del Espacio Público inició un proceso ante la Alcaldía para la recuperación de ese espacio. Lo cierto es que sí entraban vehículos pero sólo los que estaban autorizados. Es un hecho sumamente grave que unos particulares estén cerrando vías.

Tras el incidente, el balcón del camarín fue desmontado pieza por pieza y restaurado en la carpintería del Colegio Salesiano de León XIII con un costo de 150 millones de pesos. Las obras de restauración duraron un año y tres meses y se volvió a habilitar en diciembre de 2011.